# ウィリアム・ノエル＝ヒル (第3代ベリック男爵)

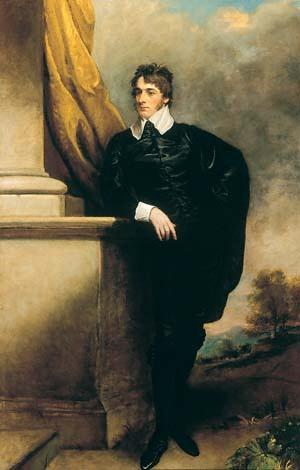
1800年ごろの肖像画。ジョージ・サンダースの作品とされる。

第3代ベリック男爵ウィリアム・ノエル＝ヒル（英語: William Noel-Hill, 3rd Baron Berwick PC FSA、出生名ウィリアム・ヒル（William Hill）、1773年10月21日 – 1842年8月4日）は、イギリスの政治家、外交官、グレートブリテン貴族。庶民院議員（在任：1796年 – 1812年、1814年 – 1818年）、在レーゲンスブルクイギリス公使（在任：1805年 – 1807年）、在サルデーニャ王国イギリス特命全権公使（在任：1807年 – 1824年）、在両シチリア王国イギリス特命全権公使（在任：1824年 – 1832年）を歴任した。

## 生涯
初代ベリック男爵ノエル・ヒルと妻アンナ（Anna、旧姓ヴァーノン（Vernon）、1797年3月23日没、ヘンリー・ヴァーノンの娘）の次男として、1773年10月21日に生まれ、シュロップシャーのアッチャムで洗礼を受けた。1783年1月よりラグビー校で教育を受けた後、1791年4月30日にケンブリッジ大学ジーザス・カレッジに入学、1793年にM.A.の学位を修得した。
1798年5月19日にシュロップシャー・ヨーマンリー連隊の大尉に任命され、同年6月23日に少佐（Major Commandmant）に昇進した。1801年から1814年までシュロップシャー民兵隊副隊長を務めた。
1796年イギリス総選挙で兄にあたる第2代ベリック男爵トマス・ノエル・ヒルの支持を受けて、シュルーズベリー選挙区から出馬した。同族のジョン・ヒル（のちの第3代準男爵）も出馬したため、選挙戦はヒル家の内紛によりパンフレット合戦に化した。ジョン・ヒルは現職議員であり、ベリック男爵家は男爵家が候補を出した場合、ヒル準男爵家が候補を出さないという合意があったことを主張し、準男爵家はそのような合意はないと主張した。お互い主張を譲らなかったため、準男爵家はパンフレットでベリック男爵家がシュルーズベリーで過ごすことが少なく、ウィリアム・ヒルが議員を務めるには若くて未熟、準男爵家は貴族の影響力に対抗して自由を勝ち取るために戦っているといった主張をした。しかし、選挙結果はウィリアム・ヒル242票（得票数2位）、ジョン・ヒル153票でウィリアムが当選した。準男爵家は選挙申し立てを提出したが、ジョン・ヒルの父にあたる第2代準男爵サー・リチャード・ヒルは同年11月の発言でこれ以上申し立てを継続するための資金が不足したため、議席を男爵家に譲ると述べ、その代償として選挙区の平和を維持するよう求めた。以降ウィリアム・ヒルは1802年、1806年、1807年の総選挙で再選した。
議会では概ね小ピットを支持したが、1801年11月に在フランスイギリス臨時代理大使フランシス・ジェームズ・ジャクソンのアタッシェに就任した。1803年にナポレオン戦争が勃発すると、ヒルはナポレオン・ボナパルトに留置されたが、逃亡に成功して帰国した。1804年4月にはアディントン内閣（1801年 – 1804年）が崩壊する理由になった動議で野党に同調して投票、続く第2次小ピット内閣（1804年 – 1806年）では内閣を支持、挙国人材内閣（1806年 – 1807年）では内閣に反対した。1805年3月に在レーゲンスブルクイギリス公使に任命されたが、ナポレオン戦争により赴任できなかった。
第2次ポートランド公爵内閣（1807年 – 1809年）を支持したため、1807年12月9日に在サルデーニャイギリス特命全権公使としての信任状を受け、1808年6月4日にサルデーニャ宮廷のいるカリャリに到着した後、9日と10日に信任状を奉呈した。サルデーニャ王国の滞在中も庶民院議員に留任したが、1812年イギリス総選挙の時点でもカリャリに滞在したため、再選を目指さずに議員を退任した。1813年5月初に休暇をとってカリャリを離れた。休暇中の1814年5月、第2代エイルズベリー伯爵チャールズ・ブルーデネル＝ブルースの懐中選挙区であるマールバラ選挙区の補欠選挙に出馬して当選した。サルデーニャ宮廷が首都トリノに戻り、ヒルは休暇明けの1814年10月17日にトリノに戻った。その後、1815年10月10日から1816年10月28日まで、1820年3月18日から1821年4月25日まで、1823年7月25日から1824年9月29日まで休暇をとったが、議会では1816年の休暇中に数回投票した記録しかなかった。1822年にジョージ・カニングから外務省政務次官への就任を打診されたが、これを拒否した。1824年3月19日、国王の認可状を受けて「ノエル」を姓に加えた。同年4月7日、枢密顧問官に任命された。
1824年9月13日に本国から召還命令が下され、14日に在両シチリアイギリス特命全権公使としての信任状を受けると、同年12月22日にトリノを発った。1825年4月15日にローマで信任状を奉呈した後、25日にナポリに到着した。1827年7月2日から1828年7月8日まで休暇をとった。1832年5月24日に本国から召還命令が出され、同年10月末ごろにナポリを発った。1832年11月3日に兄トマス・ノエルが死去すると、ベリック男爵位を継承した。
1842年8月4日にハンプシャーのレッド・ライスで死去、15日にアッチャムで埋葬された。ヘスター・スタンホープと短期間婚約したが、結婚には至らず、生涯未婚のままだった。嫡子がおらず、弟リチャードが爵位を継承した。ロンドン考古協会フェローに選出されたが、収集した蔵書は死後に売却されて散逸した。